# Grb Jemena
Grb Jemena predstavlja zlatni orao s natpisom u kandžama i štitom na grudima. Na natpisu se nalazi ime zemlje napisano na arapskom jeziku, a na štitu drvo kave i brana Marib. S lijeve i desne strane orla viore se dvije zastave Jemena.

## Također pogledajte
- Zastava Jemena